# 2005 EH305
2005 EH305 est un objet transneptunien dont l'orbite est encore très mal connue.